# Caccodes granicollis
Caccodes granicollis là một loài bọ cánh cứng trong họ Cantharidae. Loài này được Fender miêu tả khoa học năm 1951.